# Myiopharus palpalis
Myiopharus palpalis là một loài ruồi trong họ Tachinidae.